# Bikal
Bikal (németül: Wickerl) község Baranya vármegyében, a Komlói járásban.

## Fekvése
Baranya vármegye Hegyhát tájegységében, Mágocstól délkeletre, Mágocs és Egyházaskozár között fekvő település. Központján a Bonyhád-Kaposszekcső közti 6534-es út halad végig, vasútvonal nem érinti (a legközelebbi vasúti megállási pont, Mágocs-Alsómocsolád vasútállomás közel tíz kilométerre van innen).

## Története
Bikal nevét az oklevelek 1325-ben említették először Villa Bykol alakban írva. A település ekkor a Szente-Mágócs nemzetségből származó Chama testvére János birtoka volt. A település a török uralom alatt sem néptelenedett el. Az 1554-1556-os adóösszeíráskor itt 15-, az 1586-os összeíráskor pedig 16 házat írtak össze. A török felszabadító háborúk idején a lakosság a környéken folyó hadmozdulatok miatt menekülésre kényszerült. 1696-ban  Bikalon 5 családot írtak össze. 1720-as években a faluba római katolikus horvát és magyar családok költöztek a településre. A 18. század végén evangélikus németek érkeztek a faluba. 1830-ban a falu a királyi kamara birtoka, ekkor 521 horvát és 540 német nemzetiségű lakos élt a faluban.
Az 1848–49-es forradalom és szabadságharc után a Bem József ellen harcoló Puchner Antal Szaniszló császári tábornok lett a falu birtokosa. A II. világháború után Moldvából érkezett csángó magyarok telepedtek le a faluban.
2001-ben már csak lakosságának 6,2%-a vallotta magát németnek, a többiek magyarok.
2018-ban itt forgatták a több nemzetközi díjat is megszerzett Megszállottak című filmet.

## Közélete

### Polgármesterei
- 1990–1994: Markó József (független)[8]
- 1994–1998: Héhn János (független)[9]
- 1998–2002: Héhn János (független)[10]
- 2002–2006: Kőműves József (független)[11]
- 2006–2010: Kőműves József (független)[12]
- 2010–2014: Studer Imre (független)[13]
- 2014–2019: Kőműves József (független)[14]
- 2019–2024: Kőműves József (független)[15]
- 2024– : Kőműves József (független)[1]

## Népesség
A település népességének változása:
| Lakosok száma | 767  | 744  | 729  | 697  | 686  | 619  | 618  | 597  |
|               | 2013 | 2014 | 2015 | 2019 | 2021 | 2022 | 2023 | 2024 |

A 2011-es népszámlálás során a lakosok 84,3%-a magyarnak, 12,8% németnek mondta magát (15,3% nem nyilatkozott; a kettős identitások miatt a végösszeg nagyobb lehet 100%-nál). A vallási megoszlás a következő volt: római katolikus 41,5%, református 2,8%, evangélikus 12,2%, görögkatolikus 0,1%, felekezeten kívüli 15,5% (26,7% nem nyilatkozott).
2022-ben a lakosság 91,3%-a vallotta magát magyarnak, 10,8% németnek, 0,5% cigánynak, 0,3% szerbnek, 0,2% lengyelnek, 0,2% ruszinnak, 1,6% egyéb, nem hazai nemzetiségűnek (8,2% nem nyilatkozott; a kettős identitások miatt a végösszeg nagyobb lehet 100%-nál). Vallásuk szerint 33,4% volt római katolikus, 7,4% evangélikus, 1,5% református, 0,6% görög katolikus, 3,1% egyéb keresztény, 0,3% egyéb katolikus, 12,8% felekezeten kívüli (40,9% nem válaszolt).

## Nevezetességei
- Római katolikus temploma:
  - Az 1729-es kánoni látogatás szerint a bikali ideiglenes anyagokból készült templomot a lakosok a saját költségükön sárral és faanyagból építették, náddal volt fedve. Az oltár alsó része téglából és sárból készült, felső részét kilenc papírképből összeragasztott háttér képezi. Védőszentje: Szent Jakab. Van egy harangjuk is. A templom mellett volt egy körülkerített temető. Talán korábban is lehetett temploma Bikalnak, ugyanis a harangon ez a felirat volt olvasható: „Ad honorem spiritus sancti AD 1475”, vagyis a Szentlélek tiszteletére készült az Úr 1475. évében. Nem tudjuk, hogy ma is megvan-e még ez a harang.
  - A kis fatemplomot – nyilván a hívek számának gyarapodása miatt – 1743-ban kibővítették, de a század vége felé már szinte romokban hevert, ezért Eszterházy püspök bezáratta. Sok huzavona volt az új megépítése körül, sem a község, sem pedig a kegyúri család nem igazán akart áldozni a felépítésére. A zsugori özvegyet, Nyitrai Máriát csak nehezen lehetett rávenni, hogy kegyúri kötelezettségét teljesítse. A birtok átvételekor még a korábbi tulajdonos, a Petrovszky fiúk által a helyszínen összegyűjtött téglákat is részben eladta, részben gazdasági épület emelésére használta fel. Csak Winkler Mihály gödrei esperes-plébános, tiszteletbeli kanonok buzgóságának és anyagi támogatásának köszönhetően készült el. Az új templom 1797-ben lett felszentelve Szent Anna tiszteletére. Bikal vegyes nemzetiségi összetételét tükrözve nem csak magyarul, hanem horvátul és németül is elhangzottak az avató beszédek.
- Puchner-kastély.
- Horgásztó.